# 울릉군
울릉(鬱陵)은 대한민국 경상북도의 군이다. 동해상의 울릉도 본섬과44개 부속섬으로 이루어져 있다. 울릉군은 대한민국의 최동단에 위치한 기초지방자치단체이자 경상북도의 최북단·최동단에 위치한 기초자치단체이며, 주민 수는 약 9천명으로 대한민국의 기초자치단체 중 인구가 가장 적다. 군청 소재지는 울릉읍이고, 행정구역은 1읍 2면이다.
울릉도는 해안선 길이 64.43 km의 화산암 지역으로, 섬의 중앙부에는 성인봉(984 m)이 솟아 있고, 칼데라 화구가 함몰하여 형성된 나리분지가 있다. 주상절리, 기암괴석, 용출수, 원시림 등 자연자원이 풍부하고, 39종의 특산식물과 6종의 식물이 천연기념물로 지정되어 있다. 한국에서는 드문 해양성 기후로 일교차가 작고, 눈이 많이 내린다. 특산물로는 오징어, 호박엿, 산나물, 울릉약소 등이 유명하다.

## 역사
- 청동기시대(기원전 1000~300년) 또는 철기시대 전기 (기원전 300년~1년) : 울릉도에 최초로 사람이 거주하기 시작했다. 지석묘, 무문토기, 갈돌, 갈판(현포, 남서, 저동리)
- ~ 512년 : 우산국
- 512년(신라 지증왕 13년) : 신라장군 이사부가 우산국을 정벌했다.
- 930년(고려 태조 13년) : 조공한 우릉도(芋陵島) 주민에게 작위를 하사했다.
- 1018년(고려 현종 9년) : 여진족의 침입을 받고 농업을 폐하게 되어 이원구를 보내어 농기구를 하사하였다.
- 1032년(고려 덕종 원년) : 우릉성주가 아들을 보내어 조공하였다.
- 1157년(고려 의종 11년) : 우릉도 주민을 이주시킬 계획으로 명주도 감창사 김유립을 보내 조사케 하였으나 실행하지 못하였다.
- 1379년(고려 우왕 5년) : 7월 왜구가 무릉도(武陵島)에 침입하여 보름을 머물다 돌아갔다.[2]
- 1417년(조선 태종 17년) : 김인우를 안무사로 파견하여 주민들을 귀환시켰다. 강원도에서 관할.[3]
- 1614년(광해군 6년) : 대마도주에게 울릉도(鬱陵島)에 왜인들의 왕래를 금지하는 금약을 준수하라는 서계를 보냈다.
- 1693년(숙종 19년) : 울릉도에서 안용복 일행과 일본 어부들의 충돌로 조선과 일본사이 외교분쟁 발생. (안용복 1차 도일)
- 1694년(숙종 20년) : 삼척첨사 장한상 울릉도 수토
- 1696년(숙종 22년) : 안용복 2차 도일 일본 백기주(伯耆州) 태수와 담판, 울릉도가 조선 영토임을 인정(일본인의 출어,벌채금지서계 조선에 전달)
- 1882년(고종 19년) : 이규원 검찰사 울릉도 검찰, 울릉도 개척령 반포, 전석규 도장에 임명. (수토정책 철폐)
- 1883년 : 울릉도 주민 이주 시작(16호 54명)
- 1895년 : 삼척영장 겸임 도장제에서 전임 도장(島長)을 임명함. 도장을 도감(島監)으로 개칭.
- 1900년 : 울릉도를 강원도 울도군(鬱島郡)으로 개편하고, 그 아래 남면(南面)과 북면(北面)을 두었다. 도감을 군수(郡守)로 개칭. (2면)
- 1903년 : 군청 소재지가 태하(台霞)에서 도동(道洞)으로 이전되었다.
- 1906년 : 울도군을 강원도에서 경상남도로 이속하였다.[4] 남면 일부(남양동, 석문동, 통구미동, 남서동, 구암동) 및 북면 일부(태하동, 학포동)에 서면(西面)을 신설. (3면)
- 1914년 : 경상남도에서 경상북도로 이속[5]

| 조선총독부령 제111호                                                                       |             |                                |
| 구 행정구역                                                                                | 신 행정구역 | 신 행정구역                    |
| 울도군 남면(南面) 도동/저동 일부/사동 일부, 신흥동/저동 일부, 옥천동/사동 일부/장흥동 일부 | 남면        | 도동, 저동, 사동               |
| 울도군 북면(北面) 천부동/석포동/나중동 일부, 나중동 일부, 현포동/평리동                    | 북면        | 천부동, 나중동(羅重洞), 현포동 |
| 울도군 서면(西面) 통구미동/석문동/남양동/(남면)장흥동 일부, 남서동/구암동, 학포동/태하동   | 서면        | 남양동, 남서동, 태하동         |
- 1915년 : 경상북도 울도군을 울릉도(鬱陵島)로 개편하고 군청을 도청(島廳)으로, 군수를 도사(島司)로 개칭.
- 1949년 : 경상북도 울릉군으로 개편하였다.[6]
- 1950년 : 한국 전쟁 중에 조선민주주의인민공화국이 일시적으로 점령하였다가 다시 대한민국이 수복하였다.
- 1979년 : 남면이 울릉읍으로 승격하였다.[7] (1읍 2면)
- 2000년 : 울릉읍 도동리 일부를 독도리로 분리하였다.

## 지리

### 지형
울릉도는 동해의 해저에서 분출한 마그마가 굳어서 형성된 화산섬이다. 울릉도는 형성된 지 오래되지 않았으므로 화산의 형태를 잘 유지하고 있다. 화산체의 약 2/3는 바다에 잠겨 있으며 해수면 위로 드러난 부분은 경사가 급한 산지를 이루고 있다. 산 정상에는 칼데라 분지인 나리 분지가 있으며 나리 분지 내에는 알봉이 있어서 전체적으로 이중 화산의 특징을 보이고 있다. 아름다운 자연 경관으로 유명하며 해상에서는 특이하고 독특한 울릉도의 지형이 관찰된다. 섬 대부분이 험준한 산악 지대이다.

### 기후
독도를 포함한 울릉도 부근 지역의 기후는 난류의 영향을 많이 받는 전형적인 해양성 기후를 띠고 있다. 연평균 기온은 약 12~13°C이며 가장 더운 달인 8월의 평균기온도 24°C를 넘지 않아서 여름에도 시원한 편이다. 연중 85%가 흐리거나 눈비가 내려 비교적 습한 지역이다. 그리고 가장 추운 달인 1월의 평균기온은 1.7°C로 온난한 편이다. 울릉도 주변 지역은 안개가 많고 연중 흐린 날이 160일 이상이며, 비가 내리는 날은 150일 정도이다. 연평균 강수량은 1400~1500mm 정도이다. 겨울철 강수는 대부분 눈이 쌓인 적설의 형태이며, 폭설이 자주 내린다. 울릉도의 바람은 서풍과 남풍계열이 출현빈도가 높으며 연간 평균풍속은 4.3m/s이다.
| 울릉도 (울릉도기상관측소, 울릉군 울릉읍 도동리)의 기후  | 울릉도 (울릉도기상관측소, 울릉군 울릉읍 도동리)의 기후 | 울릉도 (울릉도기상관측소, 울릉군 울릉읍 도동리)의 기후 | 울릉도 (울릉도기상관측소, 울릉군 울릉읍 도동리)의 기후 | 울릉도 (울릉도기상관측소, 울릉군 울릉읍 도동리)의 기후 | 울릉도 (울릉도기상관측소, 울릉군 울릉읍 도동리)의 기후 | 울릉도 (울릉도기상관측소, 울릉군 울릉읍 도동리)의 기후 | 울릉도 (울릉도기상관측소, 울릉군 울릉읍 도동리)의 기후 | 울릉도 (울릉도기상관측소, 울릉군 울릉읍 도동리)의 기후 | 울릉도 (울릉도기상관측소, 울릉군 울릉읍 도동리)의 기후 | 울릉도 (울릉도기상관측소, 울릉군 울릉읍 도동리)의 기후 | 울릉도 (울릉도기상관측소, 울릉군 울릉읍 도동리)의 기후 | 울릉도 (울릉도기상관측소, 울릉군 울릉읍 도동리)의 기후 | 울릉도 (울릉도기상관측소, 울릉군 울릉읍 도동리)의 기후 |
| 월                                                      | 1월                                                    | 2월                                                    | 3월                                                    | 4월                                                    | 5월                                                    | 6월                                                    | 7월                                                    | 8월                                                    | 9월                                                    | 10월                                                   | 11월                                                   | 12월                                                   | 연간                                                   |
| ------------------------------------------------------- | ------------------------------------------------------ | ------------------------------------------------------ | ------------------------------------------------------ | ------------------------------------------------------ | ------------------------------------------------------ | ------------------------------------------------------ | ------------------------------------------------------ | ------------------------------------------------------ | ------------------------------------------------------ | ------------------------------------------------------ | ------------------------------------------------------ | ------------------------------------------------------ | ------------------------------------------------------ |
| 역대 최고 기온 °C (°F)                                  | 14.9 (58.8)                                            | 19.2 (66.6)                                            | 21.8 (71.2)                                            | 26.1 (79.0)                                            | 30.8 (87.4)                                            | 32.2 (90.0)                                            | 34.6 (94.3)                                            | 34.6 (94.3)                                            | 32.4 (90.3)                                            | 27.2 (81.0)                                            | 23.2 (73.8)                                            | 18.6 (65.5)                                            | 34.6 (94.3)                                            |
| 일평균 최고 기온 °C (°F)                                | 4.4 (39.9)                                             | 5.6 (42.1)                                             | 9.6 (49.3)                                             | 15.1 (59.2)                                            | 19.7 (67.5)                                            | 22.5 (72.5)                                            | 25.5 (77.9)                                            | 26.9 (80.4)                                            | 23.2 (73.8)                                            | 18.8 (65.8)                                            | 13.2 (55.8)                                            | 7.2 (45.0)                                             | 16.0 (60.8)                                            |
| 일일 평균 기온 °C (°F)                                  | 1.7 (35.1)                                             | 2.5 (36.5)                                             | 5.8 (42.4)                                             | 11.1 (52.0)                                            | 15.8 (60.4)                                            | 19.1 (66.4)                                            | 22.7 (72.9)                                            | 23.8 (74.8)                                            | 20.0 (68.0)                                            | 15.4 (59.7)                                            | 9.9 (49.8)                                             | 4.3 (39.7)                                             | 12.7 (54.9)                                            |
| 일평균 최저 기온 °C (°F)                                | −0.5 (31.1)                                            | 0.0 (32.0)                                             | 2.9 (37.2)                                             | 7.8 (46.0)                                             | 12.5 (54.5)                                            | 16.5 (61.7)                                            | 20.5 (68.9)                                            | 21.7 (71.1)                                            | 17.7 (63.9)                                            | 13.0 (55.4)                                            | 7.4 (45.3)                                             | 1.9 (35.4)                                             | 10.1 (50.2)                                            |
| 역대 최저 기온 °C (°F)                                  | −11.6 (11.1)                                           | −13.6 (7.5)                                            | −9.9 (14.2)                                            | −2.7 (27.1)                                            | 3.8 (38.8)                                             | 7.0 (44.6)                                             | 12.5 (54.5)                                            | 14.7 (58.5)                                            | 8.9 (48.0)                                             | 0.7 (33.3)                                             | −5.9 (21.4)                                            | −9.6 (14.7)                                            | −13.6 (7.5)                                            |
| 평균 강수량 mm (인치)                                   | 117.4 (4.62)                                           | 91.3 (3.59)                                            | 76.4 (3.01)                                            | 97.8 (3.85)                                            | 108.5 (4.27)                                           | 116.8 (4.60)                                           | 175.0 (6.89)                                           | 176.7 (6.96)                                           | 173.6 (6.83)                                           | 100.9 (3.97)                                           | 116.9 (4.60)                                           | 129.3 (5.09)                                           | 1,480.6 (58.29)                                        |
| 평균 강수일수 (≥ 0.1 mm)                                | 18.8                                                   | 14.5                                                   | 12.0                                                   | 9.0                                                    | 8.6                                                    | 8.6                                                    | 12.0                                                   | 11.6                                                   | 10.6                                                   | 9.3                                                    | 13.1                                                   | 18.2                                                   | 146.3                                                  |
| 평균 강설일수                                           | 17.7                                                   | 13.2                                                   | 7.4                                                    | 1.0                                                    | 0.0                                                    | 0.0                                                    | 0.0                                                    | 0.0                                                    | 0.0                                                    | 0.1                                                    | 3.4                                                    | 13.1                                                   | 55.9                                                   |
| 평균 상대 습도 (%)                                      | 68.6                                                   | 68.4                                                   | 67.5                                                   | 67.2                                                   | 70.2                                                   | 79.6                                                   | 84.7                                                   | 83.4                                                   | 79.3                                                   | 71.4                                                   | 67.6                                                   | 67.3                                                   | 72.9                                                   |
| 평균 월간 일조시간                                      | 102.0                                                  | 118.1                                                  | 180.5                                                  | 216.5                                                  | 238.5                                                  | 185.5                                                  | 165.1                                                  | 176.6                                                  | 163.7                                                  | 178.8                                                  | 132.0                                                  | 104.1                                                  | 1,961.4                                                |
| 출처: 기상청 (평년값: 1991년~2020년, 극값: 1938년~현재) |                                                        |                                                        |                                                        |                                                        |                                                        |                                                        |                                                        |                                                        |                                                        |                                                        |                                                        |                                                        |                                                        |

## 행정 구역
울릉군의 행정 구역은 1읍, 2면, 1출장소가 설치되어 있고, 면적은 73.33km2이다. 2022년 12월 말 주민등록 기준으로 인구는 8,996 명, 5,479 가구이고, 전체 인구의 70.8%가 울릉읍에 거주하고 있다. 남녀의 성비는 1.24:1인데, 인천광역시 옹진군(1.33:1) 다음으로 남초 현상이 심하다. 울릉군의 주민등록 인구는 1974년에 2만9810 명으로 최고치를 기록한 후 계속 감소하여 2017년 11월 이후로는 1만 명 아래로 줄어든 상태이다.
| 읍·면  | 한자   | 면적 (km2) | 인구  | 세대  |  |
| ------ | ------ | ---------- | ----- | ----- |  |
| 울릉읍 | 鬱陵邑 | 21.79      | 6,371 | 3,851 |  |
| 서면   | 西面   | 27.19      | 1,345 | 780   |  |
| 북면   | 北面   | 24.34      | 1,280 | 848   |  |
| 총계   | 총계   | 73.33      | 8,996 | 5,479 |  |

### 섬
- 울릉도 : 울릉군의 본섬이며, 면적은 72.86km2이다.
- 독도 : 대한민국의 최동단(울릉읍 독도리[13])이며, 면적은 0.187km2(187,554㎡)이다. 일본에서 영유권을 주장하고 있다.
- 죽도 : 울릉읍 저동리에 속하며, 면적은 0.208km2이다.
- 관음도 : 북면 천부리에 속하며, 면적은 0.071km2이다.

### 인구
- 울릉군의 연도별 인구 추이[14][15]

| 연도   | 총인구   |  |
| ------ | -------- |  |
| 1949년 | 14,688명 |  |
| 1955년 | 15,565명 |  |
| 1960년 | 17,910명 |  |
| 1966년 | 22,016명 |  |
| 1969년 | 22,667명 |  |
| 1972년 | 24,648명 |  |
| 1975년 | 29,479명 |  |
| 1978년 | 24,968명 |  |
| 1981년 | 18,943명 |  |
| 1984년 | 17,941명 |  |
| 1987년 | 16,845명 |  |
| 1990년 | 15,642명 |  |
| 1993년 | 12,385명 |  |
| 1996년 | 11,199명 |  |
| 1999년 | 10,664명 |  |
| 2002년 | 9,929명  |  |
| 2005년 | 9,237명  |  |
| 2008년 | 10,120명 |  |
| 2011년 | 10,623명 |  |
| 2014년 | 10,448명 |  |
| 2015년 | 10,223명 |  |
| 2016년 | 10,115명 |  |
| 2017년 | 9,951명  |  |
| 2018년 | 9,920명  |  |
| 2019년 | 9,752명  |  |
| 2020년 | 9,521명  |  |
| 2021년 | 9,035명  |  |
| 2022년 | 9,013명  |  |

## 군청
- 2022년 현재 울릉군청은 경상북도 울릉군 울릉읍 도동2길 66 (도동리)에 위치하고 있다.

## 관광
- 독도

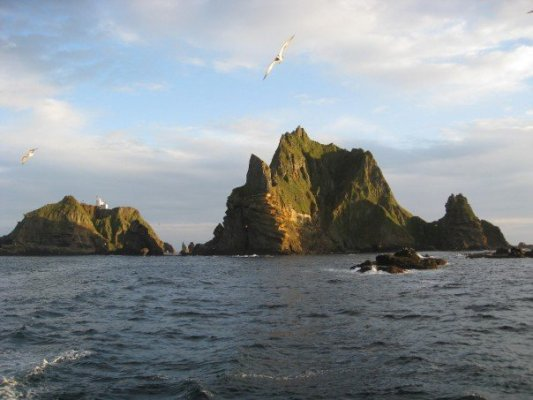
울릉군의 대표 관광지 독도

독도는 울릉도의 대표적인 관광지로 천연기념물 제 336호로 지정되어 있다. 원래 이름은 독섬으로 한자화되면서 독도가 되었다고 전한다. 독도는 해저 약 2,000m에서 솟은 용암이 굳어져 형성된 화산섬으로, 대략 460만 년 전부터 약 250만 년 전에 형성되었으며, 울릉도(약250만 년 전)보다 약 200만 년, 제주도(약120만 년 전)보다는 약 340만 년 앞서 생성되었다고 볼 수 있다. 그러나 오랜 세월동안 거친 바람과 파도에 꺾이면서 오늘날의 모습을 하고 있다.
- 풍혈

풍혈 (風穴)은 한여름에도 서늘한 냉기가 나오는 곳으로, 봉래폭포를 찾는 사람들의 필수 코스 중 하나이다. 땅 밑을 흐르는 지하수의 찬공기가 바위틈으로 흘러나와 항상 섭씨 4°C를 유지하기 때문에, 여름철 온도가 24°C 이상 올라갈 때는 찬공기로 느껴지며, 겨울철 대기 온도가 영하로 내려갈 때는 오히려 따듯한 느낌을 준다.
- 행남산책로 - 도동부두 왼쪽 해안을 따라 만들어진 산책로이다. 자연동굴과 골짜기를 잇는 교량 사이로 펼쳐지는 해안비경을 볼 수 있다.

## 교통

### 여객선
여객선은 울릉도를 접근하는 가장 일반적인 교통수단으로 다음과 같은 곳에서 울릉도 저동항에 여객선을 타고 접근할 수 있다.
- 묵호여객터미널
  - 대아고속여객선 (썬플라워호, 오션플라워호, 씨플라워호)
- 울진후포항 여객터미널
  - 동해해상해운
- 포항여객터미널
- 강릉항여객선터미널

차량 및 화물승선은 포항에서만 가능하며, 울릉도는 LPG와 수소충전소가 없으므로 LPG 차량(현대 넥쏘 -수소차)은 입항이 되지 않는다. 단 전기차는 입항이 가능하며 울릉도 도동항에서 독도를 운항하는 것은 오션플라워호와 씨플라워호 그리고 삼봉호, 씨스타호가 있으며, 정기 운행은 되지 않는다.

### 버스
울릉군에서 운행하는 농어촌버스 노선은 총 4개이며 운영업체로는 무릉교통이 유일하다. 대부분 중형차량이나 소형차량으로만 운행한다.

### 도로
울릉도의 도로는 울릉도 전체를 일주하는 울릉도 일주도로가 있다. 또한 독도에는 독도안용복길과 독도이사부길이 있으며 울릉군의 본섬에는 태하령길 등 여러 지선 도로도 존재한다.

### 항공 교통
울릉도 가두봉 인근의 바다를 매립하여 1,200m급 활주로를 건설한 뒤, 공항을 건설하여 향후 제트기가 취항할 수 있도록 하는 가칭 울릉공항 건설 계획이 추진되었으며 2020년 11월 27일에 착공됐고, 2026년 12월 개항 예정이다.

## 의료기관
- 울릉군 보건의료원

http://www.ulleung.go.kr/health/
| 진료과목     | 연락처       | 비고 |
| ------------ | ------------ | ---- |
| 내과         | 054-790-6896 |      |
| 내과         | 054-790-6902 |      |
| 피부과       | 054-790-6904 |      |
| 소아청소년과 | 054-790-6904 |      |
| 안과         | 054-790-6902 |      |
| 산부인과     | 054-790-6908 |      |
| 정형외과     | 054-790-6910 |      |
| 이비인후과   | 054-790-6918 |      |
| 치과         | 054-790-6916 |      |
| 한방과       | 054-790-6918 |      |

| 보건지소     | 연락처       | 주소            |
| ------------ | ------------ | --------------- |
| 서면보건지소 | 054-790-6851 | 서면 남양1길 30 |
| 북면보건지소 | 054-790-6861 | 북면 천부1길 25 |

| 한의원     | 연락처       | 주소             |
| ---------- | ------------ | ---------------- |
| 선린한의원 | 054-791-1275 | 울릉읍 봉래길63  |
| 강남한의원 | 054-791-7585 | 울릉읍 도동길193 |

## 직속기관
- 울릉군 보건의료원 http://www.ulleung.go.kr/health/
- 울릉군 농업기술센터 http://www.ulleung.go.kr/ula/

## 사업소
- 울릉군 상하수도사업소
- 독도관리사무소
- 독도박물관
- 시설관리사업소

## 관공서
- KT 울릉지사
- 국민연금공단 울릉상담센터
- 국민건강보험공단 울릉출장소
- LX한국국토정보공사 울릉지사
- NH농협은행 울릉군지부
- 새마을금고
- 수협
- 울릉농협

## 교육 기관
- 울릉교육지원청 http://www.kbuled.go.kr 보관됨 2018-12-27 - 웨이백 머신

### 고등학교
| 학교명       | 주소                  | 학급수 |
| ------------ | --------------------- | ------ |
| 울릉고등학교 | 울릉읍 울릉순환로 236 | 8학급  |

### 중학교
| 학교명              | 주소               | 학급수 | 비고                                                                |
| ------------------- | ------------------ | ------ | ------------------------------------------------------------------- |
| 울릉중학교          | 울릉읍 사동2길 219 | 6학급  | 2020년 3월 1일에 울릉군 내 4개 중학교를 통합해 신설된 기숙형 중학교 |
| 우산중학교          | 울릉읍 저동길 54   | -      | 2020년 2월 29일 폐교                                                |
| 울릉서중학교        | 서면 남서길 52     | -      | 2020년 2월 29일 폐교                                                |
| 울릉북중학교        | 북면 천부길 74-7   | -      | 2020년 2월 29일 폐교                                                |
| 울릉중학교 태하분교 | 서면 태하2길 28    | -      | 2010년 3월 1일 폐교                                                 |

### 초등학교
| 학교명                  | 주소                 | 학급수 | 비고                 |
| ----------------------- | -------------------- | ------ | -------------------- |
| 울릉초등학교            | 울릉읍 도동길172     | 6학급  |                      |
| 남양초등학교            | 서면 남양1길 58      | 5학급  |                      |
| 저동초등학교            | 울릉읍 봉래길128-3   | 6학급  |                      |
| 천부초등학교            | 북면 천부길 95-3     | 4학급  |                      |
| 저동국민학교 와달분교   | 울릉읍 저동리 249-4  | -      | 1981년 2월 28일 폐교 |
| 천부초등학교 석포분교   | 북면 천부리 102      | -      | 1998년 2월 28일 폐교 |
| 태하초등학교 학포분교   | 서면 학포길 133-11   | -      | 1999년 9월 1일 폐교  |
| 남양초등학교 구암분교   | 서면 울릉순환로 1580 | -      | 2000년 2월 29일 폐교 |
| 남양초등학교 통구미분교 | 서면 통구미1길 56    | -      | 2000년 2월 29일 폐교 |
| 울릉초등학교 장흥분교   | 울릉읍 사동리 238    | -      | 2000년 3월 1일 폐교  |
| 남양초등학교 태하분교   | 서면 태하길 130      | -      | 2012년 3월 1일 폐교  |
| 천부초등학교 현포분교   | 북면 현포1길 38      | -      | 2024년 2월 29일 폐교 |

### 유치원
| 학교명                 | 주소               | 학급수 |
| ---------------------- | ------------------ | ------ |
| 울릉초등학교병설유치원 | 울릉읍 도동길172   | 1학급  |
| 남양초등학교병설유치원 | 서면 남양1길 58    | 1학급  |
| 천부초등학교병설유치원 | 북면 천부길95-3    | 1학급  |
| 현포분교 병설유치원    | 북면 현포1길 38    | -      |
| 저동초등학교병설유치원 | 울릉읍 봉래길128-3 | 1학급  |
| 도동유치원(사립)       | 울릉읍 행남길 9    | 2학급  |

## 기타
울릉군에는 기상 등의 문제로 인해 정시에 시험지가 발부 및 회수되기 어렵다는 문제점이 있다. 이에 따라 울릉군에서는 자격 시혐 등 국가공인시험 중 필기 부문이 치러지지 않으며, 대학수학능력시험 시험장이 없어 울릉도 학생들은 포항 등 외지로 나가서 대학수학능력시험을 본다. 다만 통신의 발달로 인해 대학수학능력시험의 수험장이 설치될 가능성도 대두되었으나, 2018년 수험생과 학부모를 상대로 한 설문조사에서는 수시 대비 등의 이유로 80%가 군내의 수능 시험장 설치를 반대했다.

## 자매 도시
- 대한민국 경기도 안양시
- 대한민국 경상북도 포항시
- 대한민국 부산광역시 수영구
- 대한민국 강원특별자치도 삼척시
- 대한민국 경기도 성남시
- 대한민국 경기도 구리시
- 대한민국 전라남도 신안군
- 대한민국 충청남도 보령시
- 대한민국 서울특별시 영등포구
- 대한민국 경기도 안산시
- 대한민국 경기도 의정부시

## 같이 보기
- 울도군
- 울릉도: 행정관청(1915년 ~ 1949년)
- 울릉도: 섬
- 독도